# Ricochet (filme)
Ricochet é um filme de thriller e acção foi realizado no ano de 1991 por Russell Mulcahy.